# Никольская волость (Рузский уезд)
Никольская волость — волость в составе Рузского и Воскресенского уездов Московской губернии. Существовала до 1929 года. Центром волости было село Онуфриево.
По данным 1919 года в Никольской волости Рузского уезда было 28 сельсоветов: Алексеевский, Бутьковский, Варваринский, Воскресенский, Глиньковский, Городищенский, Денисинский, Житяинский, Загорьевский, Карасинский, Львовский, Манцуровский, Меровский, Никольский, Огарковский, Онуфиревский, Паировский, Пироговский, Раковский, Ремяницинский, Сафониховский, Семенковский, Слободский, Сорокинский, Татищевский, Шебановский, Шеинский.
9 марта 1921 года Никольская волость была передана в новообразованный Воскресенский уезд.
По данным 1921 года в Никольской волости было 16 сельсоветов: Алексеевский, Воскресенский, Глиньковский, Горневский, Городищенский, Загорьевский, Карасинский, Мансуровский, Мерский, Никольский, Онуфиревский, Петровский, Раковский, Сафониховский, Слободский, Шеинский.
В 1922 году Алексеевский и Мансуровский с/с были присоединены к Карасинскому, Горневский и Шеинский — к Городищенскому, а Никольский — к Слободскому.
В 1924 году Карасинский с/с был присоединён к Онуфриевскому, а Мерский — к Раковскому. Был создан Пироговский с/с, к которому был присоединён Воскресенский с/с. Глиньковский с/с был переименован в Никольский, Загорьевский — в Ульевский, а Петровский — в Мансуровский.
В 1926 году Городищенский с/с был присоединён к Никольскому.
В 1927 году были восстановлены Алексеевский, Городищенский, Карасинский и Петровский с/с. Из Никольского с/с был выделен Семенковский с/с, из Сафонихинского — Ремяницинский, из Ульевского (при этом переименованного в Огарковский) — Бочкинский.
В ходе реформы административно-территориального деления СССР в 1929 году Никольская волость была упразднена.